# Lecanodiaspididae
Lecanodiaspididae es una familia de insectos escamas. Los miembros de esta familia son de distribución mundial, más numerosos en el lejano oriente.

## Descripción
Hay poca diversidad morfológica en la familia. Son amarillentos o castaño rojizos y tienen una cubierta cerosa de apariencia arrugada, con alrededor de ocho surcos transversales, que aparentemente corresponden a las separaciones entre segmentos corporales. Hay un surco longitudinal en el centro de la cubierta y una apertura anal con un borde levantado en el extremo posterior.

## Ciclo de vida
Los miembros de esta familia de insectos escamas viven en los troncos y ramas de árboles caducos de 67 familias de plantas. Son predominantes en la familia  Fabaceae; además también son comunes en Fagaceae, Moraceae, Myrtaceae y Rutaceae. Las hembras pasan por tres estadios durante el desarrollo y los machos por cinco.
Normalmente hay una sola generación anual. Hibernan como huevos bajo los restos de la madre. La mayoría de las especies probablemente cuentan con machos. Algunas especies están cuidadas por hormigas que aprecian su rocío de miel.

## Géneros
- Anomalococcus
- Brookesiella
- Celaticoccus
- Cosmococcus
- Cresococcus
- Gallinococcus
- Lecanodiaspis
- Prosopophora
- Psoraleococcus
- Pterococcus
- Stictacanthus
- Virgulicoccus